# 골든 드림

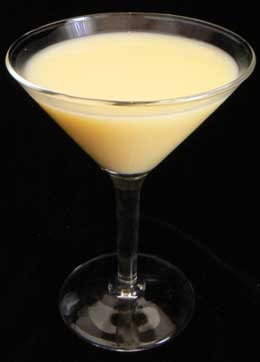

골든 드림(Golden Dream)은 갈리아노와 쿠앵트로로 만든 IBA 공식 칵테일이다. "저녁 식사 후" 음료로 분류된다.
골든 드림은 1960~70년대 기간에 대중화되었으며 마이애미주의 올드 킹 바(Old King Bar)에서 기원하였으며 Raimundo Alvarez가 혼합하였다.
이 칵테일은 배우 조안 크로포드에 헌사되었고 1960년대 말 미국 동부 해안에서 매우 인기를 끌었다.